# Hồng Ngự (ville)
Hồng Ngự est une ville de niveau district de la province de Đồng Tháp dans le delta du Mékong au sud du Viêt Nam. 

## Géographie
La superficie de la ville est de 122,16 km2. 